# أليكسي تشيرنيشوف
أليكسي تشيرنيشوف هو سياسي روسي، ولد في 24 فبراير 1963 في ساراتوف في روسيا. نشط حزبياً في الحزب الليبرالي الديمقراطي الروسي. وقد انتخب عضو مجلس الدوما ‏.